# Värdebevis
Ett värdebevis är en handling som liknar ett presentkort men där beloppet inte är det primära. I stället anger ett värdebevis att innehavaren är berättigad att erhålla ett specifikt antal av en angiven vara eller produkt, eventuellt med förbehållet att det högst motsvarar ett värde upp till ett specificerat belopp. Man kan då erhålla ett givet antal av en vara/produkt, som kan vara värt mindre än vad det maximala värdet av beviset kan ge.